# 12 septembre en sport
12 août 12 octobre
Chronologies thématiques
- Croisades
- Ferroviaires
- Disney

Le 12 septembre est le 255e jour de l'année (256e en cas d'année bissextile) du calendrier grégorien.

## Événements

### XIXesiècle
- 1897 :
  - (Compétition automobile) : Arona–Stresa–Arona en Italie est remporté par Giuseppe Cobianchi.

### XXesièclede1901à1950
- 1907 :
  - (Football) : fondation du club espagnol du Real Betis Séville.
- 1910 :
  - (Football) : à Toronto, Calgary Hillhursts bat Hamilton ILP 3-2 après prolongation en finale du People's Shield (Coupe du Canada de football).
- 1914 :
  - (Football) : Norwood Wanderers remporte le tournoi final de la Coupe du Canada de football (Connaught Cup) mettant aux prises cinq équipes.
- 1920 :
  - (Football) : à Petrograd, la sélection de Petrograd s'impose 3-2 face à la sélection de Moscou.
- 1926 :
  - (Compétition automobile) : Solituderennen.
- 1937 :
  - (Compétition automobile) : Grand Prix automobile d'Italie.

### XXesièclede1951à2000
- 1965 :
  - (Compétition automobile) : l'Écossais Jackie Stewart (BRM) remporte sur le circuit de Monza la première victoire de sa carrière en Formule 1 en s'imposant lors du GP d'Italie devant l'ancien champion du monde britannique Graham Hill (BRM, 2e) et l'Américain Dan Gurney (Brabham-Climax, 3e).
- 1968 :
  - (Athlétisme) : Bob Seagren porte le record du monde du saut à la perche à 5,41 mètres.
- 1976 :
  - (Formule 1) : Grand Prix automobile d'Italie.
- 1979 :
  - (Athlétisme): l'athlète italien Pietro Mennea bat le record du monde du 200 mètres en 19 s 72.
- 1982 :
  - (Formule 1) : Grand Prix automobile d'Italie.
- 1990 :
  - (Football) : l'équipe des îles Féroé dispute son premier match international et s'impose 1-0 face à l'Autriche.
  - (Football) : l'équipe d'Allemagne de l'Est dispute son dernier match international et s'impose 2-0 face à la Belgique à Bruxelles.
- 1993 :
  - (Formule 1) : Grand Prix automobile d'Italie.
- 1999 :
  - (Formule 1) : Grand Prix automobile d'Italie.

### XXIesiècle
- 2004 :
  - (Formule 1) : Grand Prix automobile d'Italie.
- 2010 :
  - (Formule 1) : Grand Prix d'Italie.
- 2015 :
  - (Cyclisme sur route /Tour d'Espagne) : l'Espagnol Rubén Plaza s'impose dans l'étape du jour et l'Italien Fabio Aru reprend le maillot rouge.
  - (Tennis /Grand Chelem) : en finale du double messieurs de l'édition 2015 du tournoi de l'US Open, victoire de la paire Française Nicolas Mahut et Pierre-Hugues Herbert puis chez les dames, victoire de l'Italienne Flavia Pennetta qui annonce sa retraite sportive.
- 2017 :
  - (Football /Ligue des champions) : début de la phase de groupes de la 63e édition de la Ligue des champions qui se terminera le 6 décembre 2017. La phase finale débutera le 13 février 2018 et la finale aura lieu le 26 mai 2018.
- 2018 :
  - (Cyclisme sur route /Tour d'Espagne) : sur la 17e étape du Tour d'Espagne qui relie Getxo et Oiz, sur un parcours de 157 kilomètres, victoire du Canadien Michael Woods. Le Britannique Simon Yates conserve du maillot rouge.
- 2019 :
  - (Cyclisme sur route /Tour d'Espagne) : sur la 18e étape du Tour d'Espagne qui se déroule sous la forme d'une étape de montagne, entre Colmenar Viejo et Becerril de la Sierra, sur une distance de 180,9 km, victoire du Colombien Sergio Higuita. Le Slovène Primož Roglič conserve la tunique rouge.
  - (Volley-ball /Euro masculin) : début de la 31e édition du Championnat d'Europe masculin de volley-ball qui a lieu en France - dans les villes de Montpellier, Nantes et Paris, en Belgique - dans les villes de Bruxelles et Anvers aux Pays-Bas - dans les villes d'Amsterdam, Rotterdam et Apeldoorn, en Slovénie à Ljubljana jusqu'au 29 septembre 2019.
- 2020 :
  - (Cyclisme sur route /Tour de France) : sur la 14e étape du Tour de France qui relie Clermont-Ferrand à Lyon, sur une distance de 194 kilomètres avec notamment le col du Béal, la côte de Courreau et peu avant l'arrivée à Lyon, le col des Brosses, la côte de la Duchère puis la côte de la Croix-Rousse qui viennent durcir le final, victoire du Danois Søren Kragh Andersen. Le Slovène Primož Roglič conserve le Maillot jaune.
  - (Tennis /Grand Chelem) : sur la finale féminine de l'US Open, victoire de la Japonaise Naomi Osaka qui s'impose face à la Biélorusse Victoria Azarenka 1-6, 6-3, 6-3. C'est son troisième titre du Grand Chelem[1].
- 2023 :
  - (Cyclisme sur route /Tour d'Espagne) : sur la 16e étape du Tour d'Espagne qui se déroule entre Liencres Playa et Bejes en Cantabrie sur une distance de 120,1 km, victoire du Danois Jonas Vingegaard et l'Américain Sepp Kuss conserve le maillot rouge.

## Naissances

### XIXesiècle
- 1871 :
  - John Campbell, footballeur écossais. (12 sélections en équipe nationale). († 2 décembre 1947).
- 1878 :
  - Jimmy Ashcroft, footballeur anglais. (3 sélections en équipe nationale). († 9 avril 1943).
- 1879 :
  - Charles Laeser, cycliste sur route suisse. († 28 juillet 1959).
- 1883 :
  - Walter Rütt, cycliste sur piste allemand. Champion du monde de cyclisme sur piste de la vitesse 1913. († 23 juin 1964).
- 1884 :
  - Martin Klein, lutteur estonien et russe. Médaillé d'argent des poids moyens de gréco-romaine aux Jeux de Stockholm 1912. († 11 février 1947).
- 1889 :
  - Ronald Poulton-Palmer, joueur de rugby à XV anglais. Vainqueur des Tournois des Cinq Nations 1910 et 1912 puis des Grands chelems 1913 et 1914. (17 sélections en équipe nationale). († 5 mai 1915).

### XXesièclede1901à1950
- 1902 :
  - Lucie Bréard, athlète française. († 26 juin 1988).
- 1904 :
  - Lou Moore, pilote de courses automobile américain. († 12 mai 1961).
- 1905 :
  - Alexandre Villaplane, footballeur français. (25 sélections en équipe de France). († 26 décembre 1944).
- 1913 :
  - Jesse Owens, athlète de sprint et de sauts américain. Champion olympique du 100 m, 200 m, du relais 4 × 100 m et de la longueur aux Jeux de Berlin 1936. Détenteur du Record du monde du Saut en longueur du 25 mai 1935 au 12 août 1960. († 31 mars 1980).
- 1916 :
  - Tony Bettenhausen, pilote de courses automobile américain. († 25 mars 1956).
- 1919 :
  - Jean Prouff, footballeur puis entraîneur français. (17 sélections en équipe de France). († 12 février 2008).
- 1928 :
  - Ernie Vandeweghe, basketteur canadien. († 9 novembre 2014).
- 1934 :
  - Glenn Davis, athlète de haies et de sprint américain. Champion olympique du 400 m haies aux Jeux de Melbourne 1956 puis du 400 m haies et du relais 4 × 400 m aux Jeux de Rome 1960. Détenteur du Record du monde du 400 m haies du 29 juin 1956 au 14 septembre 1962. († 28 janvier 2009).
- 1935 :
  - Ján Popluhár, footballeur tchécoslovaque puis slovaque. (62 sélections en équipe nationale). († 6 mars 2011).
- 1936 :
  - Miranda Cicognani, gymnaste artistique italienne. († 28 janvier 2025).
- 1937 :
  - George Chuvalo, boxeur canadien.
  - Wes Hall, joueur de cricket puis dirigeant sportif et homme politique barbadien. (48 sélections en test cricket).
- 1938 :
  - Claude Ruel, hockeyeur sur glace puis entraîneur canadien. († 9 février 2015).
- 1944 :
  - Alain Laurier, footballeur puis entraîneur français.
- 1948 :
  - Jean-Louis Schlesser, pilote de courses automobile d'endurance et de rallye-raid français. Vainqueur des Rallye Dakar 1999 et 2000.
- 1949 :
  - Guy Fraunié, footballeur français.
  - Jacky Nardin, footballeur puis entraîneur français. († 5 février 2008).
- 1950 :
  - Mike Murphy, hockeyeur sur glace puis entraîneur et dirigeant sportif canadien.

### XXesièclede1951à2000
- 1951 :
  - Normand Dubé, hockeyeur sur glace canadien.
  - Ray Gravell, joueur de rugby à XV gallois. Vainqueur des Grands Chelems 1976 et 1978, des Tournois des Cinq Nations 1975 et 1979. (30 sélections en équipe nationale). († {31 octobre 2007).
- 1955 :
  - Bernard Mayot, footballeur français.
- 1956 :
  - Gérardo Giannetta, footballeur français.
  - Dag Otto Lauritzen, cycliste sur route norvégien. Médaillé de bronze de la course en ligne aux Jeux de Los Angeles 1984.
- 1958 :
  - Wilfred Benitez, boxeur américano-portoricain. Champion du monde de boxe poids super-légers de 1976 à 1977 et champion du monde de boxe poids welters WBC en 1979 et de 1981 à 1982.
  - Olivier Krumbholz, handballeur puis entraîneur français. (10 sélections en équipe de France). Sélectionneur de l'équipe de France féminine de 1998 à 2013 puis depuis 2016 qui est médaillée d'argent aux Jeux de Rio 2016, championne du monde de handball 2003 puis médaillée d'argent au championnat du monde 1999, 2009 et 2011 ainsi que médaillée de bronze au championnat d'Europe 2002 et 2006.
  - Carlos Lopez, footballeur puis entraîneur français.
- 1960 :
  - Ladislav Molnár, footballeur et ensuite entraîneur tchécoslovaque puis slovaque. (1 sélection avec l'équipe de Tchécoslovaquie et 24 avec celle de Slovaquie).
- 1965 :
  - Damien Ott, footballeur puis entraîneur français.
  - Joe Schmidt, joueur de rugby à XV puis entraîneur néo-zélandais. Sélectionneur de l'Équipe d'Irlande depuis 2013. Vainqueur des Tournois des Six Nations 2014 et 2015, du Grand Chelem 2018 ainsi que des Coupes d'Europe de rugby à XV 2011 et 2012.
- 1969 :
  - Ángel Cabrera, golfeur argentin. Vainqueur de l'US Open 2007 et du Masters 2009.
  - Mika Myllylä, skieur de fond finlandais. Médaillé d'argent du 50 km puis de bronze du 30 km et du relais 4 × 10 km aux Jeux de Lillehammer 1994 et ensuite champion olympique du 30 km, médaillé de bronze du 10 km et du relais 4 × 10 km aux Jeux de Nagano 1998. Champion du monde du 50 km en ski de fond aux championnats du monde nordique 1997 et champion du 10 km, du 30 km et 50 km en ski de fond aux championnats du monde de ski nordique 1999. († 5 juillet 2011).
- 1970 :
  - Flavio Cuca, footballeur brésilien.
  - Xavier Poitrinal, footballeur français.
- 1971 :
  - Oscar Camenzind, cycliste sur route suisse. Champion du monde de cyclisme sur route 1998. Vainqueur du Tour de Suisse 2000, du Tour de Lombardie 1998 et Liège-Bastogne-Liège 2001.
  - Younès El Aynaoui, joueur de tennis marocain.
  - Chandra Sturrup, athlète de sprint bahaméenne. Médaillée d'argent du relais 4 × 100 m aux Jeux d'Atlanta 1996 puis championne olympique du relais 4 × 100 m aux Jeux de Sydney 2000. Championne du monde d'athlétisme du relais 4 × 100 m 1999.
- 1972 :
  - Terrel Castle, basketteur américano-bosnien.
- 1973 :
  - Darren Campbell, athlète de sprint britannique. Médaillé d'argent du 200 m aux Jeux de Sydney 2000 et champion olympique du relais 4 × 100 m aux Jeux d'Athènes 2004. Champion d'Europe d'athlétisme du relais 4 × 100 m 1998 et 2006.
  - Martin Lapointe, hockeyeur sur glace canadien.
- 1974 :
  - Guy Smith, pilote de courses automobile d'endurance britannique. Vainqueur des 24 Heures du Mans 2003.
  - Cristina Torrens Valero, joueuse de tennis espagnol. Victorieuse de la Fed cup 1993.
- 1976 :
  - Jolanda Čeplak, athlète de demi-fond slovène. Médaillée de bronze du 800m aux Jeux d'Athènes 2004. Championne d'Europe d'athlétisme du 800m 2002.
- 1979 :
  - Nelly Guilbert, footballeuse française. (9 sélections en équipe de France).
- 1980 :
  - Jure Balažič, basketteur slovène. Vainqueur de l'EuroChallenge 2011. (71 sélections en équipe nationale).
  - Bjarni Fritzson, handballeur islandais. Médaillé d'argent aux Jeux de Pékin 2008. (42 sélections en équipe nationale).
  - Yao Ming, basketteur chinois. Champion d'Asie de basket-ball 2001, 2003 et 2005. (66 sélections en équipe nationale).
  - Josef Vašíček, hockeyeur sur glace tchèque. († 7 septembre 2011).
- 1981 :
  - Jerel Blassingame, basketteur américain.
  - Johan Cavalli, footballeur français.
- 1982 :
  - Pietro Accardi, footballeur puis dirigeant sportif italien.
  - Max Hoff, kayakiste allemand. Médaillé de bronze du K1 1 000 m aux Jeux de Londres 2012. Champion du monde de course en ligne de canoë-kayak du K1 1 000 m de 2009 et 2010. Champion d'Europe de course en ligne (canoë-kayak) du K1 1 000 m 2009, 2010 et 2011.
  - André Lopes, volleyeur portugais. (195 sélections en équipe nationale).
  - Zoran Planinić, basketteur croate. Vainqueur de l'EuroCoupe 2012.
- 1983 :
  - Sergio Parisse, joueur de rugby à XV italien. Vainqueur du Challenge européen 2017. (140 sélections en équipe nationale).
  - Damien Perrinelle, footballeur français.
- 1984 :
  - Mildon Ambres, basketteur américain.
  - Chelsea Carey, curleuse canadienne.
  - Leonel Manzano, athlète de demi-fond américain. Médaillé d'argent du 1 500 m aux Jeux de Londres 2012.
- 1985 :
  - Giuseppe Poeta, basketteur italien. (120 sélections en équipe nationale).
- 1987 :
  - Jonathan de Guzmán, footballeur canado-néerlandais. (14 sélections avec l'équipe des Pays-Bas).
  - Yaroslava Shvedova, joueuse de tennis russe puis kazakh.
- 1988 :
  - Stefan Fegerl, pongiste autrichien. Champion d'Europe de tennis de table par équipes 2015.
  - Nastasia Noens, skieuse alpine française. Championne du monde de ski alpin par équipes 2017.
- 1989 :
  - Freddie Freeman, joueur de baseball américain.
  - Rafał Majka, cycliste sur route polonais. Médaillé de bronze de la course en ligne aux Jeux de Rio 2016. Vainqueur du Tour de Pologne 2014 et du Tour de Slovénie 2017.
  - Yoric Ravet, footballeur français.
- 1991 :
  - Antoine Duchesne, cycliste sur route canadien.
  - Gergely Gyurta, nageur hongrois.
  - Thomas Meunier, footballeur belge. (62 sélections en équipe nationale).
- 1992 :
  - Giannelli Imbula, footballeur franco-belge-congolais. (2 sélections avec l'Équipe de république démocratique du Congo).
  - Ragnhild Mowinckel, skieuse alpine norvégienne. Médaillée d'argent de la descente et du géant aux Jeux de Peyongchang 2018.
- 1993 :
  - Aleksandar Cvetković, basketteur serbe.
  - Thomas Vincensini, footballeur français.
- 1994 :
  - Simone Consonni, cycliste sur route italien.
  - Julien Hériteau, joueur de rugby à XV et à sept français. (1 sélection avec l'Équipe de France de rugby à XV et 6 avec celle de rugby à sept).
  - Elina Svitolina, joueuse de tennis ukrainienne. Médaillée de bronze du simple aux Jeux de Tokyo 2020.
- 1995 :
  - Benjamin Thomas, cycliste sur piste et sur route français. Médaillé de bronze de l'américaine aux Jeux de Tokyo 2020. Champion du monde de cyclisme sur piste de l'omnium et de l'américaine 2017, de l'omnium 2020, de la course aux points 2021 puis de l'américaine 2022.
- 1996 : 
  - Joshua Cheptegei, athlète de fond ougandais. Champion olympique du  5 000m et médaillé d'argent du 10 000m aux Jeux de Tokyo 2020. Champion du monde d'athlétisme du 10 000m 2019, 2022 et 2023. Détenteur du Record du monde du 5 000 mètres depuis le 14 août 2020 - et du 10 000 mètres depuis le 7 octobre 2020.
  - Kim Min-jeong, footballeuse sud-coréenne. (3 sélections en équipe nationale).
  - Vilma Nenganga, handballeuse angolais. Championne d'Afrique des nations féminin de handball 2016 et 2018. (8 sélections en équipe nationale).
  - Filip Ottosson, footballeur suédois.
- 1997 :
  - Pierre Bourgarit, joueur de rugby à XV français. Vainqueur des Coupes d'Europe de rugby à XV 2022 et 2023. (10 sélections en équipe de France).
- 1998 :
  - Daniel Altmaier, joueur de tennis allemand.
- 1999 :
  - Jaret Anderson-Dolan, hockeyeur sur glace canadien. Champion du monde de hockey sur glace 2021. (7 sélections en équipe nationale).
  - Song Min-kyu, footballeur sud-coréen. (13 sélections en équipe nationale).

### XXIesiècle
- 2001 :
  - Ziaire Williams, basketteur américain.
- 2003 :
  - Harry Leonard, footballeur anglais.
- 2004 :
  - Gísli Þórðarson, footballeur islandais.
- 2006 :
  - Félix Lebrun, joueur de tennis de table français. Vice-champion du monde de tennis de table par équipes 2024.

## Décès

### XXesièclede1901à1950
- 1933 :
  - Albert Curtis, 58 ans, joueur de tennis australien. (° 1er janvier 1875).
- 1944 :
  - Robert Benoist, 49 ans, pilote de courses automobile et résistant français. (° 20 mars 1895).
- 1945 :
  - Robert Hawkes, 64 ans, footballeur anglais. Champion olympique aux Jeux de Londres 1908. (5 sélections en équipe nationale). (° 18 octobre 1880).

### XXesièclede1951à2000
- 1951 :
  - Fernand Canelle, 69 ans, footballeur français. Médaillé d'argent aux Jeux de Paris 1900. (6 sélections en équipe de France). (° 2 janvier 1882).
- 1956 :
  - George Gillett, 79 ans, joueur de rugby à XV néo-zélandais. (8 sélections en équipe nationale). (° 23 avril 1977).
- 1965 :
  - Christiaan Berger, 54 ans, athlète de sprint néerlandais. Champion d'Europe d'athlétisme du 100 m, du 200 m et médaillé de bronze du relais 4 × 100 m 1934. (° 27 avril 1911).
- 1984 :
  - Yvon Petra, 68 ans, joueur de tennis français. Vainqueur du Tournoi de Wimbledon 1946. (° 8 mars 1916).
- 1992 :
  - Emilio Recoba, 88 ans, footballeur uruguayen. Champion du monde de football 1930. Vainqueur de la Copa América 1926. (5 sélections en équipe nationale). (° 3 novembre 1903).
- 1999 :
  - Bill Quackenbush, 77 ans, hockeyeur sur glace puis entraîneur canadien. (° 2 mars 1922).

### XXIesiècle
- 2005 :
  - Alain Polaniok, 46 ans, footballeur puis entraîneur français. (° 19 septembre 1958).
- 2009 :
  - Jack Kramer, 88 ans, joueur de tennis américain. Vainqueur des US open 1946 et 1947, du Tournoi de Wimbledon 1947, ainsi que des 1946 et 1947. (° 1er août 1921).
- 2011 :
  - Aleksandr Galimov, 26 ans, hockeyeur sur glace russe. (° 2 mai 1985).
- 2012 :
  - Jimmy Andrews, 85 ans, footballeur puis entraîneur écossais. (° 1er février 1927).
- 2015 :
  - Helga Schultze, 75 ans, joueuse de tennis allemande. (° 2 février 1940).
  - Ron Springett, 80 ans, footballeur anglais. Champion du monde de football 1966, 33 sélections en équipe nationale. (° 22 juillet 1935).